# Паперовий слід
Паперовий слід (англ. Papertrail) — канадський трилер 1998 року.

## Сюжет
Агент ФБР Джейсон Енола десять років шукає невловимого серійного вбивцю. У нещасних жертв відрізані різні частини тіла, які маніяк забирає з собою, не залишаючи на місці ніяких доказів і слідів, крім маленьких клаптиків паперу. Починається нова хвиля вбивств після чотирьох років мовчання. Психіатр доктор Еліс Робертсон бере участь у справі, коли вона починає отримувати телефонні дзвінки від убивці.

## У ролях
| Актор            | Роль                    |
| ---------------- | ----------------------- |
| Кріс Пенн        | агент ФБР Джейсон Енола |
| Дженніфер Дейл   | доктор Еліс Робертсон   |
| Майкл Медсен     | агент ФБР Бред Абрахам  |
| Чад Маккуїн      | Вільям Фрост            |
| Террі Гоукс      | Рейчел Куїнн            |
| Кетрін Блайт     | Гейл Морган             |
| Кеннет МакГрегор | Джеррі Сарацин          |
| Теа Гілл         | Ейлін Гіббс             |
| Шон Дойл         | Чак Світцер             |
| Одрі Люпке       | Моллі Дєрроу            |